# Tadej
Tadej ist ein im Slowenischen und Sorbischen gebräuchlicher männlicher Vorname und die Entsprechung des deutschen Thaddäus.

## Namensträger

### Vornamen
- Tadej Apatič (* 1987), slowenischer Fußballspieler
- Tadej Brate (1947–2022), slowenischer Industriearchäologe und Autor
- Tadej Ferme (* 1991), slowenischer Basketballspieler
- Tadej Golob (* 1967), slowenischer Bergsteiger und Autor
- Tadej Lenarcić (* 1992), slowenischer E-Sportler
- Tadej Matijašić (* 1994), slowenischer Handballspieler
- Tadej Mazej (* 1998), slowenischer Handballspieler
- Tadej Pogačar (* 1998), slowenischer Radfahrprofi
- Tadej Rems (* 1993), slowenischer Fußballspieler
- Tadej Rylskyj (1841–1902), ukrainischer Journalist, Ethnograph, Anthropologe und Ökonom
- Tadej Slabe (* 1959), slowenischer Geograph, Höhlenforscher und Sportkletterer
- Tadej Trdina (* 1988), slowenischer Fußballspieler
- Tadej Valjavec (* 1977), slowenischer Radfahrer
- Tadej Vidmajer (* 1992), slowenischer Fußballspieler
- Tadej Žagar-Knez (* 1991), slowenischer Fußballspieler

### Familiennamen
- Vladimir Tadej (1925–2017), kroatischer Szenenbildner, Kostümbildner, Drehbuchautor, Filmregisseur und Schriftsteller